# کوچک کردن پستان
کوچک کردن پستان (به انگلیسی: Breast reduction) یا ماموپلاستی کاهشی (به انگلیسی: Reduction mammoplasty) روش جراحی پلاستیک برای کاهش اندازه پستان‌های بزرگ است. در یک عمل ماموپلاستی کاهشی برای برقراری مجدد یک فرم متناسب با بدن زن، زنده ماندن بافت هاله و نوک پستان برای اطمینان از حساسیت عملکردی و قابلیت شیردهی پستان‌ها نیز از اهمیت بالایی برخوردار است. هدف از انجام این عمل بهبود شرایط فیزیکی، فیزیولوژیکی و زیبایی می‌باشد که می‌تواند به تصویر ذهنی زن از خودش و سلامت روانی او نیز کمک کند. روش‌های اعمالی در کوچک کردن پستان، در ماستوپکسی (لیفت پستان) نیز اعمال می‌گردند.